# Generał

Flaga generała (na okrętach MW RP)

Generał – wysoki stopień wojskowy, a także grupa stopni generalskich.

## Etymologia
Nazwa pochodzi od łac. generalis („główny, nadrzędny”) i oznaczała początkowo głównego dowódcę wojska lub konkretnego rodzaju broni. W tym znaczeniu stopień generała jako naczelnego dowódcy całych sił zbrojnych państwa zachował się jedynie w Szwajcarii.

## Historia
Stopień ten, wprowadzony do obiegu w XVI w. we Francji, występuje w podobnym brzmieniu w większości armii świata. Później generał stał się zwykłym stopniem wojskowym, podzielono go też na kilka – trzy do pięciu – stopni. W części państw poszczególne stopnie generalskie są najwyższymi stopniami wojskowymi, w części wyższym stopniem jest jeszcze marszałek, zwany w niektórych państwach feldmarszałkiem, czyli marszałkiem polowym lub polnym. Oprócz wojsk lądowych, stopień generała został w większości państw przyjęty przez lotnictwo (wyjątek w tym zakresie stanowi Wielka Brytania), natomiast odpowiednikiem generała w marynarce wojennej jest admirał. Termin „generał” używany jest zarówno jako nazwa konkretnego stopnia generała, jak i jako ogólne określenie stopni generalskich.
W armiach niektórych krajów, zwłaszcza znajdujących się w stanie wojny albo rządzonych przez dyktatorów, funkcjonował jeszcze jeden stopień wyższy od wszystkich generałów i marszałka: generalissimus. Stopień ten nosił m.in. Józef Stalin.
W Polsce termin pojawił się w XVII w., początkowo jako stopień dowódczy wojsk zaciężnych, później także na oznaczenie dowódców artylerii.

### Generał w Rzeczypospolitej Obojga Narodów
Generał – początkowo dowódca określonego rodzaju wojsk:
- Generał artylerii (łac. generalis artileriae magister) ustanowiony przez Władysława IV dla Korony w 1637, dla Litwy w 1638. Początkowo powoływany na czas określonej wojny, istniał już w XVI w., po raz pierwszy w bitwie pod Obertynem w 1531 zw. starszym nad armatą. W 1539 dowództwo artylerii powierzono hetmanowi polnemu, również w tym czasie niestałemu, potem jednak powrócono do pierwotnej koncepcji generała artylerii. Podczas konfederacji gołąbskiej domagano się kadencji dwuletniej dla generała artylerii, jednak urząd pozostał dożywotni. Generał artylerii podlegał hetmanowi wielkiemu, a od 1775 –  Departamentowi Wojskowemu Rady Nieustającej. Zwierzchnik wszystkich zbrojowni i arsenałów, prochowni i odlewni dział (ludwisarni), odpowiedzialny za zaopatrzenie armii i arsenałów w armaty, proch, amunicję, rejestry zaopatrzenia, organizowanie zaprzęgów i taboru artylerii oraz szkolenie artylerzystów. W czasie wojny nierzadko zlecano mu dowództwo innej broni, samodzielnych grup wojska albo członków szyku marszowego lub bojowego. Dysponował funduszem, z którego rozliczał się przed hetmanem. Generał koronny z wydatków wyliczał się też na każdym sejmie, litewski od 1717 przedkładał rachunki Trybunałowi Radomskiemu. Nie obejmowały generałów incompatibilitates, nie mogli jedynie sprawować innego urzędu wojskowego. Podwładnymi generała artylerii byli cejgmistrze.
- Generał piechoty pojawił się w latach 1651–1656.
- Generałowie inspektorzy – dla ogólnego dozoru jazdy i piechoty: dwóch dla Korony i dwóch dla Litwy, mianowani przez hetmana wielkiego, który wyznaczał im pensję. Pojawili się w pierwszej połowie XVIII w. za panowania Augusta III. Zadaniem generałów inspektorów były objazdowe wizytacje wszystkich pułków i składanie raportów hetmanowi. Od 1775 podlegali Departamentowi Wojskowemu Rady Nieustającej, który zniósł wprawdzie generała litewskiego, lecz pozostałych podniósł w hierarchii przed generałów artylerii i wprowadzając ich do swych sądów.
- Generał prowiantmagister (lata 70. XVII w.)
- Generał chirurg wojskowy (początkowo urząd niestały, lata 70. XVII wieku)
- Generał audytor (1673 – doradca hetmana w sprawach sądowych dla wojsk cudzoziemskiego autoramentu)

Generał – dowódca wyższych jednostek wojskowych, początkowo w cudzoziemskim autoramencie, najpierw w piechocie i dragonii:
- generałowie majorowie
- generałowie lejtnanci (od końca XVII w.) starsi od generałów majorów.

W czasach stanisławowskich generałowie lejtnanci byli dowódcami dywizji, a generałowie majorowie ich zastępcami, zaś dowódcy brygad kawalerii narodowej – brygadierzy – zostali zrównani z generałami majorami. Istnieli też generałowie majorowie ziemiańscy, którzy dowodzili pospolitym ruszeniem swojej ziemi (powiatu).
W 1790 wraz z ożywieniem urzędu pisarzy polnych otrzymali oni stopień generała lejtnanta, najwyższy z wówczas istniejących.
Członkami sztabu generalnego w dobie I Rzeczypospolitej byli ludzie sprawujący następujące urzędy wojskowe (odpowiadające częściowo funkcji generała): hetman wielki koronny, hetman wielki litewski, hetman polny koronny, hetman polny litewski, strażnik wielki koronny i strażnik wielki litewski, strażnik polny koronny i strażnik polny litewski, pisarz polny koronny i pisarz polny litewski, oboźny wielki koronny i oboźny wielki litewski, oboźny polny koronny i oboźny polny litewski oraz regimentarze.
Poza wojskowością pojęcia "generał" w dobie Rzeczypospolitej szlacheckiej używano także na określenie instytucji i urzędów cywilnych.

### Generał w okresie zaborów
W okresie Księstwa Warszawskiego istnieli generałowie dywizji i generałowie brygady dowodzący jednostkami (dywizje, brygady) złożonymi z jednego rodzaju wojska.
W Królestwie Polskim funkcjonował ponadto stopień generała "broni" dowodzącego danym korpusem, przy czym generał jazdy był starszy (ważniejszy) od generała piechoty (nie było generała artylerii).

### Generał w Wojsku Polskim II RP
27 marca 1919 Minister Spraw Wojskowych, generał porucznik Józef Leśniewski „w celu ustalenia nomenklatury tytułów oficerskich” ustalił następujące nazwy w Wojsku Polskim dla generałów:
- generał broni (generał piechoty, kawalerii, artylerii),
- generał porucznik,
- generał podporucznik.

Jednocześnie zastrzegł, że stopień generała porucznika zastępuje stopień generała dywizji, a stopień generała podporucznika winien być stosowany zamiast stopnia generała brygady lub generała majora. Oficerom posiadającym stopień generała porucznika lub generała podporucznika pełniącym służbę w wojskach technicznych lub służbach bądź w Korpusie Morskim Marynarki Wojennej przysługiwał tytuł:
- generała porucznika Korpusu Sądowego lub generała podporucznika Korpusu Sądowego,
- generała porucznika lekarza lub generała podporucznika lekarza,
- generała porucznika intendenta lub generała podporucznika intendenta,
- generała porucznika marynarki lub generała podporucznika marynarki.

15 lutego 1921 Minister Spraw Wojskowych, generał porucznik Kazimierz Sosnkowski zatwierdził nazwy stopni dla oficerów i szeregowych Marynarki Wojennej. Dla oficerów korpusu morskiego wprowadzono między innymi stopnie: admirała, wice-admirała i kontr-admirała. Oficerom korpusu rzeczno-brzegowego i technicznego, przysługiwały w zamian stopni admiralskich, stopnie generalskie:
- generała marynarki (gen. mar.),
- generała porucznika (gen. por.),
- generała podporucznika (gen. ppor.)[2].

5 maja 1922 weszła w życie Ustawa z dnia 23 marca 1922 r. o podstawowych obowiązkach i prawach oficerów Wojsk Polskich. Na mocy tego aktu prawnego utworzony został Korpus Generałów, jako odrębny korpus osobowy oraz ustanowione w tym korpusie stopnie wojskowe:
- marszałka Polski
- generała broni
- generała dywizji
- generała brygady

W 1919 Józef Leśniewski na przykład posiadał stopień generała porucznika. Józef Porzecki posiadał stopień generała majora.

## We współczesnym Wojsku Polskim
W dzisiejszych SZ RP istnieją cztery stopnie generalskie, które w Wojskach Lądowych, Wojskach Specjalnych, Siłach Powietrznych i Wojskach Obrony Terytorialnej, przeznaczone są dla najwyższych dowódców z tych korpusów osobowych:
|  |  | generał (dawniej generał armii) |
|  |  | generał broni                   |
|  |  | generał dywizji                 |
|  |  | generał brygady                 |

W Marynarce Wojennej odpowiadają im stopnie admiralskie.
Na pierwszy i następne stopnie generalskie mianuje Prezydent Rzeczypospolitej Polskiej. W przypadku żołnierza SZ RP wnioskuje o to Minister Obrony Narodowej, w przypadku Straży Granicznej Minister Spraw Wewnętrznych, a w przypadku Agencji Wywiadu Szef AW.
Odpowiednikami wojskowych stopni generalskich w innych polskich służbach mundurowych są m.in.:
- w Państwowej Straży Pożarnej:
  -  generał brygadier → generał dywizji,
  -  nadbrygadier → generał brygady,
- w Policji:
  -  generalny inspektor Policji → generał dywizji,
  -  nadinspektor Policji → generał brygady,
- w Straży Marszałkowskiej:
  -  nadinspektor → generał brygady,
- w Służbie Więziennej:
  - generał inspektor Służby Więziennej → generał dywizji
  -  generał Służby Więziennej → generał brygady,
- w Służbie Celno-Skarbowej:
  -  generał → generał dywizji,
  -  nadinspektor → generał brygady.

Generał broni jest stopniem „zbiorczym”, łączącym w sobie stopnie generałów różnych rodzajów „korpusów” broni: np. generała piechoty, generała artylerii, generała kawalerii, generała lotnictwa (występujących w przeszłości w wojsku polskim lub współcześnie w wojskach obcych). Za czasów Królestwa Polskiego, tj. 1815-1831, mianem Korpusu Broni określano cały rodzaj broni, gdyż Korpus Piechoty i Korpus Jazdy (Kawalerii) stanowiły najwyższe szczeble dowódcze tych broni.
1 stycznia 2002 w Siłach Zbrojnych RP ustanowione zostały stopnie wojskowe „generała” oraz „admirała floty”, który odpowiada stopniowi generała broni. W ten sposób stopień admirała pozostał najwyższym stopniem w Marynarce Wojennej RP i stał się odpowiednikiem nowo utworzonego „generała”. Oznakami obu tych stopni wojskowych są między innymi cztery gwiazdki. Wprowadzenie tak nazwanego stopnia generalskiego spotkało się z krytyką, gdyż – jak podkreślano – stanowi on bezpośrednią kalkę z Armii Stanów Zjednoczonych i całkowicie ignoruje polską tradycję nazewnictwa stopni generalskich (tj. * – generał brygady, ** – generał dywizji, *** – generał broni, **** – generał armii):

„Chciałem zwrócić uwagę na problematykę stopni generalskich (...). Chodzi o wprowadzenie nowego stopnia – „generał” z czterema gwiazdkami. Jednocześnie odrzucono istniejący już w PRL stopień „generał armii” argumentując, że kojarzy się on głównie z gen. Jaruzelskim i wynika z radzieckiej tradycji. Otóż to ostatnie stwierdzenie jest błędne, albowiem jest to tytulatura francuska. Tak więc stopień „generał armii” byłby zgodny z obowiązującym w Wojsku Polskim nazewnictwem opartym zresztą na wzorach francuskich (chodzi tylko o nazwy, a nie o wygląd dystynkcji, które są zupełnie inne). Mielibyśmy generała brygady (franc. General de Brigade), generała dywizji (General de Division), generała broni (General de Corps) i generała armii (General de Armee). Natomiast stopień „generał” jako najwyższy w tej hierarchii wywodzi się z systemu niemieckiego, obowiązującego także w Polsce przedrozbiorowej i wtedy układ stopni generalskich powinien wyglądać następująco: brygadier, generał major, generał porucznik i generał. Jest on zresztą wzorem dla wielu współczesnych armii, np. brytyjskiej i amerykańskiej. Co ciekawe, w tej ostatniej najwyższym stopniem generalskim (pięć gwiazdek) jest generał armii (General of the Army) i nie wynika to na pewno z radzieckiej tradycji”.

Insygniami generała są gwiazdki na naramiennikach (odpowiednio od jednej do czterech, w zależności od stopnia) i wężyk generalski (zarówno na naramiennikach, jak i na otoku), lampasy na spodniach, a także proporzec generalski.
Obecnie (listopad 2024) w Wojsku Polskim służy 138 generałów, w tym: 
- 93 generałów brygady[9]
- 33 generałów dywizji[10]
- 10 generałów broni[11]
- 2 generałów (czterogwiazdkowych)[12].

### Generałowie (czterogwiazdkowi) wSZ PRLiSZ RP
Pogrubieniem wyróżniono imiona i nazwiska generałów pełniących obecnie czynną służbę wojskową.
- Stanisław Popławski[b] (ur. 1902, zm. 1973) – od 12 sierpnia 1955
- Wojciech Jaruzelski[b] (ur. 1923, zm. 2014) – od 29 września 1973
- Florian Siwicki[b] (ur. 1925, zm. 2013) – od 12 października 1984
- Czesław Piątas (ur. 1946) – od 15 sierpnia 2002
- Franciszek Gągor (ur. 1951, zm. 2010) – od 3 maja 2006
- Andrzej Błasik (ur. 1962, zm. 2010) – od 16 kwietnia 2010 (pośmiertnie)
- Bronisław Kwiatkowski (ur. 1950, zm. 2010) – od 16 kwietnia 2010 (pośmiertnie)
- Mieczysław Cieniuch (ur. 1951) – od 15 sierpnia 2010
- Mieczysław Bieniek (ur. 1951) – od 10 listopada 2010
- Mieczysław Gocuł (ur. 1963) – od 15 sierpnia 2014
- Leszek Surawski (ur. 1960) – od 1 marca 2018
- Rajmund Andrzejczak (ur. 1967) – od 12 listopada 2019
- Jarosław Mika (ur. 1962) – od 12 listopada 2019
- Wiesław Kukuła (ur. 1972) – od 9 listopada 2023[13]
- Sławomir Wojciechowski (ur. 1963) – od 3 maja 2024[14]

## Stopnie generalskie w innych armiach

### Odpowiedniki polskich stopni generalskich w innych armiach
| Polska               | generał brygady kod NATO OF-6                                | generał dywizji kod NATO OF-7                                  | generał broni kod NATO OF-8                                    | generał (generał armii) kod NATO OF-9                             | marszałek kod NATO OF-10 |
| -------------------- | ------------------------------------------------------------ | -------------------------------------------------------------- | -------------------------------------------------------------- | ----------------------------------------------------------------- | --- |
| Belgia               | fr. Général de Brigade niderl. Brigade-generaal              | fr. Général-major niderl. Generaal-majoor                      | fr. Lieutenant-général niderl. Luitenant-generaal              | fr. Général niderl. Generaal                                      | – |
| Bośnia i Hercegowina | brigadni general                                             | general major                                                  | general pukovnik                                               | –                                                                 | – |
| Bułgaria             | бригаден генерал                                             | генерал-майор                                                  | генерал-лейтенант                                              | генерал                                                           | – |
| ChRL                 | starszy pułkownik (大校, dàxiào)                             | generał major (少将, shǎojiāng)                                | generał porucznik (中将, zhōngjiāng)                           | generał (上将, shàngjiāng)                                        | Marszałek ChRL (元帥, yuanshuai) |
| Chorwacja            | brigadni general                                             | general bojnik                                                 | general pukovnik                                               | general zbora                                                     | stožerni general |
| Czechy               | brigádní generál                                             | generálmajor                                                   | generálporučík                                                 | armádní generál                                                   | – |
| Francja              | Général de Brigade W lotnictwie: Général de Brigade Aérienne | Général de Division W lotnictwie: Général de Division Aérienne | Général de Corps d´Armée W lotnictwie: Général de Corps Aérien | Général d´Armée W lotnictwie: Général d´Armée Aérienne            | Maréchal de France |
| Grecja               | Taxiarchos                                                   | Ypostratigos                                                   | Antistratigos                                                  | Stratigos                                                         | – |
| Hiszpania            | General de brigada                                           | General de división                                            | Teniente general                                               | General de Ejército                                               | Capitán general |
| Iran                 | سرتیپ دوم پاسدار سرتیپ پاسدار                                | سرلشکر پاسدار                                                  | سپهبد پاسدار                                                   | ارتشبد پاسدار                                                     | – |
| Izrael               | Tat-Aluf                                                     | Aluf                                                           | Rav-Aluf                                                       | –                                                                 | – |
| Japonia              | –                                                            | 陸将補 (rikushōho) generał brygady                             | 陸将 (rikushō) generał dywizji                                 | 陸上幕僚長たる陸将 (rikujō bakuryōchō taru rikushō) generał armii | – |
| Kanada               | Brigadier-General                                            | Major-General                                                  | Lieutenant-General                                             | General                                                           | – |
| KRLD                 | generał-major (소장)                                         | generał-lejtnant (중장)                                        | generał-pułkownik (상장)                                       | generał armii (대장)                                              | wicemarszałek (차수) Marszałek Armii Ludowej (인민군원수) Marszałek KRLD (공화국원수)                                                                           |
| Kuba                 | General de Brigada                                           | General de División                                            | General de Cuerpo de Ejército                                  | General de Ejército                                               | Comandante en Jefe |
| Litwa                | brigados generolas                                           | generolas majoras                                              | generolas leitenantas                                          | generolas                                                         | – |
| Meksyk               | General Brigadier                                            | General de brigada                                             | General de división                                            |                                                                   | – |
| Mongolia             | бригадын генерал                                             | хошууч генерал                                                 | дэслэгч генерал                                                | генерал                                                           | – |
| Niemcy               | Brigadegeneral                                               | Generalmajor                                                   | Generalleutnant                                                | General                                                           | – |
| III Rzesza           | Generalmajor                                                 | Generalleutnant                                                | General                                                        | Generaloberst                                                     | Generalfeldmarschall |
| Norwegia             | Brigadier                                                    | Generalmajor                                                   | Genralløytnant                                                 | General                                                           | – |
| Portugalia           | Brigadeiro-general                                           | Major-general                                                  | Tenente-general                                                | General                                                           | Marechal |
| Rosja                | generał-major (генерал-майор)                                | generał-lejtnant (генерал-лейтенант)                           | generał-pułkownik (генерал-полковник)                          | generał armii (генерал армии)                                     | Marszałek Federacji Rosyjskiej (Маршал Российской Федерации) |
| ZSRR                 | generał-major (генерал-майор)                                | generał-lejtnant (генерал-лейтенант)                           | generał-pułkownik (генерал-полковник)                          | generał armii (генерал армии)                                     | marszałek rodzaju wojsk (маршал рода войск) główny marszałek rodzaju wojsk (главный маршал рода войск) Marszałek Związku Radzieckiego (Маршал Советского Союза) |
| Rumunia              | General de brigada                                           | General maior                                                  | General locotenent                                             | General                                                           | Mareșal |
| Słowacja             | Brigádny generál                                             | Generálmajor                                                   | Generálporučík                                                 | Generál                                                           | – |
| Szwajcaria           | Brigadier                                                    | Divisionar                                                     | Korpskommandant                                                | General                                                           | – |
| Szwecja              | Brigadgeneral                                                | Generalmajor                                                   | Generallöjtnant                                                | General                                                           | – |
| Turcja               | Tuğgeneral                                                   | Tümgeneral                                                     | Korgeneral                                                     | Orgeneral                                                         | Mareşal |
| Ukraina              | бригадний генерал                                            | генерал-майор                                                  | генерал-лейтенант                                              | генерал-полковник                                                 | генерал армії України |
| Wielka Brytania      | Brigadier                                                    | Major General                                                  | Lieutenant General                                             | General                                                           | Field Marshal |
| Węgry                | Dandártábornok                                               | Vezérőrnagy                                                    | Altábornagy                                                    | Vezérezredes                                                      | – |
| Włochy               | Generale di brigata / Brigadier Generale                     | Generale di divisione / Maggior Generale                       | Generale di corpo d'armata / Tenente Generale                  | Generale di corpo d'armata con incarichi speciali                 | Generale |

### Stany Zjednoczone
W Siłach Zbrojnych Stanów Zjednoczonych stopnie generalskie są używane przez Wojska Lądowe, Korpus Piechoty Morskiej i Siły Powietrzne.
| Kod NATO | US Army               | Tłumaczenie nazwy       | Liczba gwiazdek   | Polski odpowiednik               |
| -------- | --------------------- | ----------------------- | ----------------- | -------------------------------- |
| –        | General of the Armies | generał armii (l. mn.)  | 6 (nieoficjalnie) | brak, poza Polską generalissimus |
| OF-10    | General of the Army   | generał armii (l. poj.) | 5                 | Marszałek Polski                 |
| OF-9     | General               | generał                 | 4                 | generał                          |
| OF-8     | Lieutenant General    | generał porucznik       | 3                 | generał broni                    |
| OF-7     | Major General         | generał major           | 2                 | generał dywizji                  |
| OF-6     | Brigadier General     | generał brygadier       | 1                 | generał brygady                  |